# Malonakarjakovo
Malonakarjakovo (orosz betűkkel: Малонакаряково, baskír nyelven: Кесе Нөкөрәк) falu Oroszországban, a Baskír Köztársaságban, a Miskinói járásban.

## Népesség
- 2002-ben 519 lakosa volt, melynek 52%-a mari, 27%-a orosz.
- 2010-ben 454 lakosa volt.